# Pogonotriccus orbitalis
A Pogonotriccus orbitalis a madarak (Aves) osztályának verébalakúak (Passeriformes) rendjébe és a királygébicsfélék (Tyrannidae) családjába tartozó faj.

## Rendszerezése
A fajt Jean Cabanis német ornitológus írta le 1873-ban, a Capsiempis nembe Capsiempis orbitalis néven. Besorolása vitatott, egyes szakértők a Phylloscartes nembe helyezik Phylloscartes orbitalis néven.

## Előfordulása
Az Andokban, Bolívia, Kolumbia, Ecuador és Peru területén honos. Természetes élőhelyei a szubtrópusi és trópusi síkvidéki és hegyi esőerdők. Állandó, nem vonuló faj.

## Megjelenése
Testhossza 11 centiméter.

## Természetvédelmi helyzete
Az elterjedési területe nagyon nagy, egyedszáma ugyan csökken, de még nem éri el a kritikus szintet. A Természetvédelmi Világszövetség Vörös listáján nem fenyegetett fajként szerepel.